# Магн (консул 518 г.)
Вижте пояснителната страница за други личности с името Магн.
Флавий Анастасий Павел Проб Мошиан Проб Магн (на латински: Flavius Anastasius Paulus Probus Moschianus Probus Magnus) е политик на Византия през началото на 6 век.
Син е на Флавий Мошиан (консул 512 г.) и племенница на император Анастасий I. Той е баща на Юлиана, която се омъжва за брата на Юстин II, генерал Марцел, който през 562 г. се бие против българите, навлезли в Тракия до Константинопол.
През 518 г. Магн е консул.